# Léopold Gernaey
Léopold Gernaey (25 de fevereiro de 1927 - agosto de 2005) foi um futebolista belga que competiu na Copa do Mundo FIFA de 1954.